# Leave It to Me (film 1920)
Leave It to Me è un film muto del 1920 diretto da Emmett J. Flynn. La sceneggiatura di Jules Furthman si basa su un soggetto per il cinema di Arthur Jackson. Prodotto e distribuito dalla Fox Film Corporation, aveva come interpreti William Russell e 
Eileen Percy.

## Trama
Dickey Derrickson, pigro e molto ricco, non ha bisogno di lavorare e la sua fidanzata Madge lo giudica molto male proprio perché lui non si impegna. Per accontentarla, volendo continuare comunque la sua comoda vita di nullafacente, Dickey rileva un'agenzia investigativa senza clienti che gli serve da facciata per fingere con Madge di avere un'attività. Ma lei scopre lo stratagemma di Dickey. Lui, allora, ingaggia un gruppo di manigoldi che dovranno rubare degli oggetti di valore nelle case dei suoi amici, tutti ricchi come lui. Nel frattempo, Tom, il fidanzato di sua sorella Dot, ricorre all'amico per chiedergli di aiutarlo a recuperare alcune lettere compromettenti che aveva scritto tempo prima a Viola Devore, una famigerata mangiauomini. Dickie riprende le carte ma Viola, vendicativa, rapisce Tom. Lui si dà da fare per salvare l'amico, recuperando nel contempo tutti i regali di nozze rubati dai suoi malviventi, riuscendo così a convincere Madge di non essere in definitiva un essere del tutto inutile.

## Produzione
Il film fu prodotto dalla Fox Film Corporation.

## Distribuzione
Il copyright del film, richiesto da William Fox, fu registrato il 25 aprile 1920 con il numero LP15054.

Distribuito dalla Fox Film Corporation, il film uscì nelle sale statunitensi il 1º maggio 1920. In Danimarca, fu distribuito il 12 febbraio 1923 con il titolo Den klarer jeg. In Svezia, prese il titolo Kär och galen.
Non si conoscono copie ancora esistenti della pellicola che viene considerata presumibilmente perduta.